# Sutton Courtenay
Sutton Courtenay ist ein Ort und eine Zivilgemeinde an der Themse, drei Kilometer südlich von Abingdon und fünf Kilometer nordwestlich von Didcot. Bis 1974 gehörte Sutton Courtenay zu Berkshire, seit der Änderung der Grafschaftsgrenzen gehört es zu Oxfordshire.

## Geschichte
- 688: König Ine von Wessex stattet das Kloster Abingdon mit der Grundherrschaft (Manor) Sutton aus.
- 801: Sutton wird königlich, lediglich Kirche und das Haus des Priesters verbleiben beim Kloster[1]
- 1086: Das Domesday Book verzeichnet, dass Sutton zur Hälfte dem König gehört

Der Namensbestandteil „Courtenay“ verweist darauf, dass Sutton ab dem Ende des 12. Jahrhunderts der Familie Courtenay gehörte.

## Sehenswürdigkeiten
- Norman Hall (gebaut um 1192)[2] oder 1150[3]
- The Abbey, Sutton Courtenay (um 1280)
- Tudor Great Hall (14. Jahrhundert)
- The Wharf (errichtet 1913), Landsitz Herbert Henry Asquiths. Hier wurde Englands Eintritt in den Ersten Weltkrieg unterzeichnet.
- All Saint’s Church (12. Jahrhundert)[4]
- Friedhof mit den Gräbern von Eric Arthur Blair (George Orwell), Herbert Henry Asquith und David Astor

## Persönlichkeiten
- Kaiserin Matilda (1102–1167) gebar ihr erstes Kind in Sutton[5]
- Violet Bonham Carter (1887–1969), Tochter Herbert Asquiths, war Besitzerin von Mill House
- Tim Burton (* 1958) und Helena Bonham Carter (* 1966) (Enkelin von Violet Bonham Carter)
- Jacques Goddet (1905–2000), Organisator der Tour de France, ging hier zur Schule
- Die Gartengestalterin Norah Lindsay (1873–1948) lebte ab 1894 mit ihrem Gatten in dem örtlichen Gutshaus.

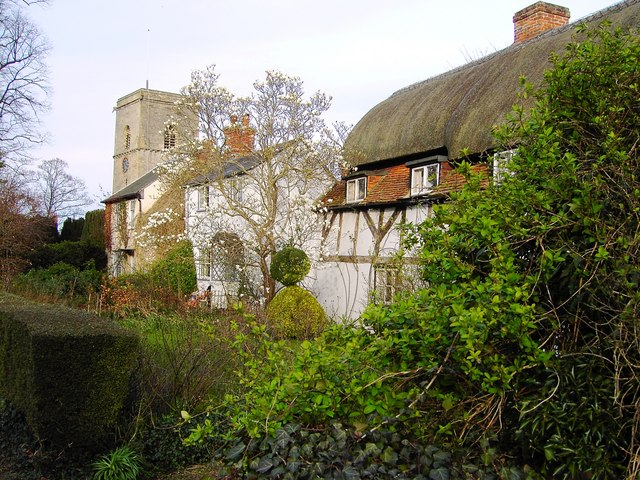
Sutton Courtenay
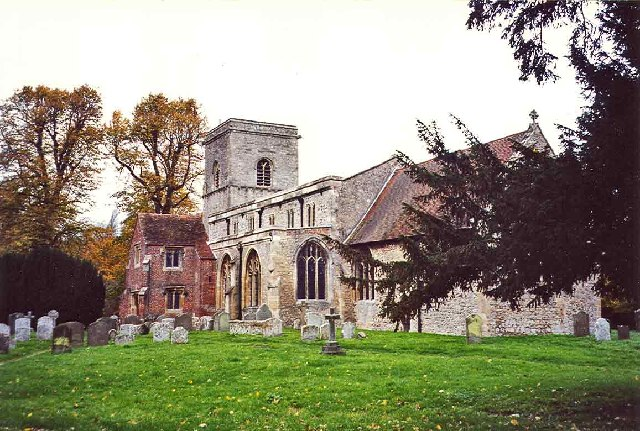
All Saint’s Church
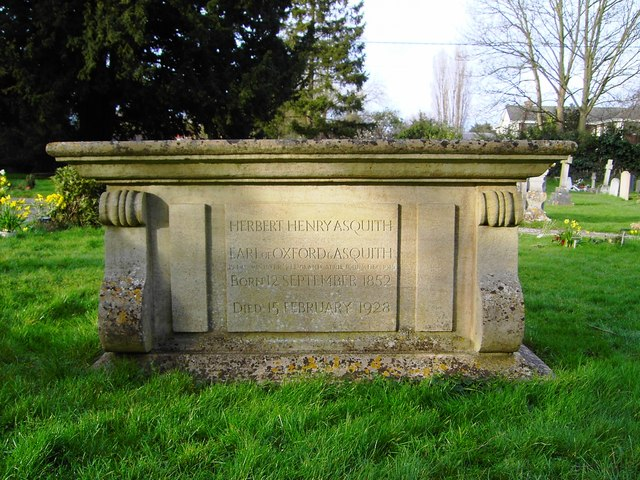
Asquiths Grab
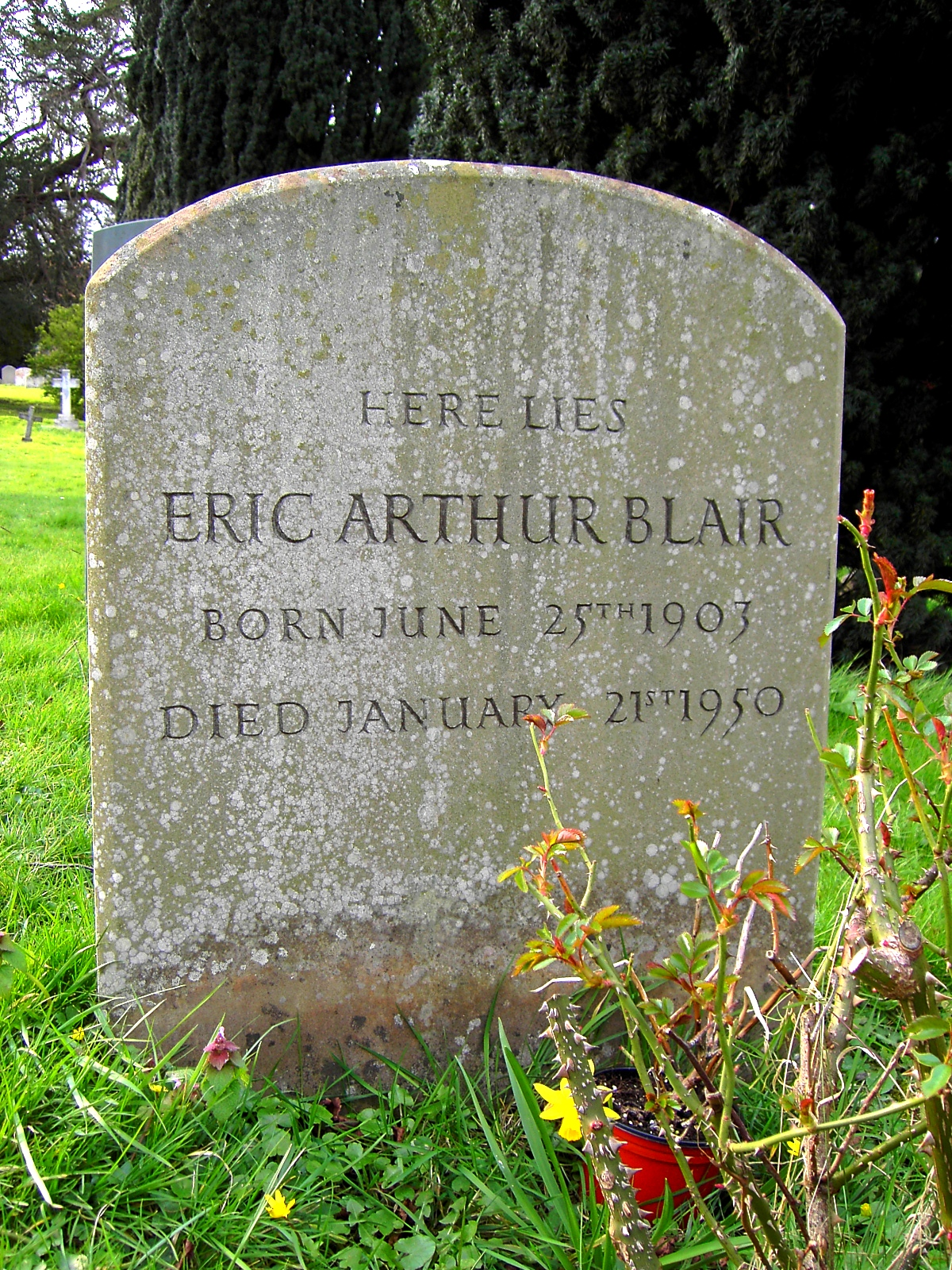
Orwells Grab